# Miguel Caillaux Zazzalli
Miguel Caillaux Zazzali (Lima, 23 de septiembre de 1950) es un ingeniero, empresario y político peruano. Fue el primer ministro de Agricultura del gobierno de Ollanta Humala.

## Biografía
Es hermano del exministro fujimorista Gustavo Caillaux Zazzali. Estudió en la Facultad de Zootecnia de la Universidad Nacional Agraria La Molina, obteniendo en 1973 el título de Ingeniero Zootecnista.
En junio de 1975, obtuvo el grado de máster en Administración de Empresas (MBA) con especialización en Banca y Finanzas de Desarrollo, por el Instituto Centroamericano  de  Administración de Empresas – INCAE – de Managua, Nicaragua. 
Como empresario ha sido gestor de negocios y empresas privadas con inversión de capital de riesgo, en los sectores agropecuario, agroindustrial y en servicios de laboratorios de ensayo, monitoreos ambientales y certificación de calidad de productos.
Ha desempeñado diversos cargos en asociaciones gremiales, tales como  Presidente del Fondo de Fomento para la Ganadería Lechera de la Cuenca de Lima- FONGAL LIMA, Presidente de la Asociación de Ganaderos Lecheros del Perú – AGALEP,  Vicepresidente y Presidente de la Convención Nacional del Agro Peruano – CONVEAGRO, Director en la Cámara de Comercio de Lima, entre otros.
Gerente General hasta el 30 de julio de 2011 de Negociación Agrícola Jayanca S.A. (Empresa dedicada al cultivo de algodón y capsicum - Pimiento Piquillo, morrón, jalapeño, etc.).